# Брюес, Томас, барон Брюес
Томас де Брюес (англ. Thomas de Brewose; 8 сентября 1301 — 9/16 июня 1361) — английский рыцарь, 1-й барон Брюес с 1348 года. Сын сэра Пирса де Брюеса и его жены Агнес. Унаследовал от отца земли в Сассексе, Суррее, Глостершире, Уилтшире, Йоркшире. 20 ноября 1348 года был вызван королём в парламент, и это событие считается началом истории баронского титула. Был женат на Беатрисе Мортимер, дочери Роджера Мортимера, 1-го графа Марча, и Жанны Женевиль, вдове Эдуарда Норфолкского. В этом браке родились:
- Беатриса, жена Уильяма де Сэя, 3-го барона Сэя;
- Элизабет;
- Джоан;
- Питер;
- Джон (примерно 1339—1367);
- Томас (примерно 1352—1395).

Наследников Томаса в парламент не вызывали, так что он остался единственным бароном Брюесом.